# Kaluga
 For alternative betydninger, se Kaluga (flertydig). (Se også artikler, som begynder med Kaluga)
Kaluga (russisk: Калуга, tr. Kaluga) er en by i Kaluga oblast, Centrale føderale distrikt i Den Russiske Føderation omkring 180 kilometer sydvest for Moskva, omkring 160 kilometer fra MKAD. Kaluga er administrativt center i oblasten og har 331.842 (2021) indbyggere. Kaluga blev grundlagt i .

## Geografi
Kaluga ligger på Det centralrussiske plateau ved bredden af Oka-floden og bifloden Jatjenka.

### Klima
Kaluga har tempereret fastlandsklima med temperaturer mellem 15 °C og 30 °C om sommeren samt −5 °C og −20 °C om vinteren. Den lavest målte temperatur er −45 °C, mens sommertemperaturen kan nå op til +40 °C i Kaluga. Den gennemsnitlige årlige nedbør er på 630 mm.

## Historie
Kaluga blev grundlagt  som en grænsefæstning ved Storfyrstedømmet Moskvas sydvestlige grænse. Byen blev første gang nævnt i historiske dokumenter i 1371. I middelalderen var Kaluga en mindre bosætning ejet af Vorotynskij-fyrstene, hvis familiegods ligger sørvest for dagens by. På 1700-tallet vokste bosetningen til en handels- og administrasjonsby. Under krigen mot Napoleon i 1812 var Kaluga hovedkvarter for general Mikhail Kutuzov.
Under andre verdenskrig var Kaluga besat af Nazityskland fra oktober 1941, men blev allerede befriet af Den Røde Hær i december 1941.
Kaluga er kendt for byens mest berømte sønner, Konstantin Tsiolkovskij, en pioner indenfor raketforskning, der anses som den russiske rumfarts far. Han begyndte sin karriere som lærer i Kaluga. Tsiolkovskij grundlagde i 1892 et institut for fysik i Kaluga. Hans tidligere bolig er i dag et vigtigt russisk rumfartsmuseum, dedikeret til hans teoretiske præstationer og deres praktiske anvendelse indenfor moderne rumforskning.

## Økonomi
Kaluga er i de seneste år blevet et af centrene for Ruslands bilindustri, efter at flere udenlandske producenter har bygget fabrikker i området.
I maj 2007 offentliggjorde Volkswagen, at de ville bygge en bilfabrik i Kaluga, beregnet til at stå færdig i 2009. Investeringen var mere end 370 millioner Euro. Fabrikken indledte produktion af Skoda Octavia i 2008, og startede produktionen af VW-modellene Passat, Touareg og Polo i 2009. Fabrikken er planlagt til en produktion af 115 000 biler pr år.
15. oktober 2007 indledte Volvo bygningen af en ny lastbilfabrik, som stod færdig i 2009. Fabrikken har en kapacitet på 10 000 Volvo- og 5 000 Renaultlastbiler.
12. december 2007 offentliggjorde PSA Peugeot Citroën sin beslutning om at bygge en ny bilfabrik i Kaluga. Fabrikken producerer mellemstore biler.
28. december 2007 offentliggjorde Mitsubishi Motors at de planer om at bygge en fabrik i Kaluga med en årlig produktionskapacitet på 50 000 biler.
Den danske medicinalvirksomhed Novo Nordisk har produktionsfaciliteter i Kaluga, der åbnede i 2015.

## Transport
Kaluga har jernbaneforbindelse til Moskva og "Ukrainevejen" M3, der er en del af  og slutter ved den ukrainske grænse, passerer byen. Kaluga lufthavn, med daglige afgange til Tambov og Sankt Petersborg og flere ugentlige afgange til Gelendzjik, Donetsk, Voronezj, Rostov ved Don, Anapa, Kharkiv, Saransk, Minsk og Belgorod, ligger 6 km nordøst for byens sentrum.

## Uddannelse og kultur
Kaluga er hjemsted for en filial af Moskva Tekniske Statsuniversitet. Desuden findes økonomiske og sprogvidenskabelige uddannelsesinstitutioner.

## Kendte mennesker
Kaluga er kendt for sin mest berømte beboer, Konstantin Tsiolkovskij, en raketforsker, der arbejdede som skolelærer. Tsiolkovskij-statens museum for kosmonautisk historie i Kaluga er dedikeret til teoretiske resultater og deres praktiske implementeringer til moderne rumforskning, følgelig mottoet er på byens våbenskjold: "Rumforskningens vugge".
Andre kendte
- Alexander Amfiteatrov
- Yuri Averbakh
- Mykola Azarov
- Pafnuty Chebyshev, matematikker
- Alexander Chizhevsky
- David Edelstadt
- Alexander Gretchaninov, russisk-amerikansk komponist
- Jonah of Hankou
- Andrei Kalaychev
- Valery Kobelev, skihoppper
- Mikhail Linge
- Pavel Popovitj, kosmonaut
- Nikolaj Rakov, komponist
- Sjamil
- Nikolay Skvortsov, svømmer
- Yuliya Tabakova
- Georgij Zjukov
- Olesya Zykina, atlet
- Bulat Okudzhava
- Serafim Tulikov